# Muhammad XIII. (Granada)
Muhammad XIII. Abu Abd Allah „az-Zaghall“ (arabisch أبو عبد الله محمد الزغل, DMG Abū ʿAbd Allāh Muḥammad az-Zaġall, auch az-Zagal, ‚der Tapfere‘; spanisch auch El Zagal) (* 1436 oder 1437 in Granada; † 7. Mai 1494 in Tlemcen), war von 1485 bis 1486 einer der letzten maurischen Emire von Granada.

## Leben
Er war der Sohn des Emirs Abu Nasr Saʿd und Bruder von Abu l-Hasan Ali, dessen Statthalter in Málaga er war und den er nach seinem Amtsantritt 1464 zunächst bekämpfte. Später kämpfte er im Bürgerkrieg von Granada an der Seite Abu l-Hasan Alis, nachdem dieser 1482 von seinem Sohn Muhammad XII. „Boabdil“ vom Thron gestürzt worden war. Abu l-Hasan erlangte 1483 nach der Gefangennahme Boabdils durch die Katholischen Könige den Thron zurück, wurde aber, nach einem Schlaganfall gesundheitlich schwer angeschlagen, 1485 von az-Zaghall gestürzt. Dieser wurde aber bereits im darauffolgenden Jahr seinerseits von Muhammad XII. gestürzt. 1489 trat az-Zaghall in die Dienste der Katholischen Könige. 1491 ging er nach Afrika, wo er vom Sultan von Fès eingekerkert wurde, einem Freund Muhammads XII., der anordnete, ihn blenden zu lassen. Die fortgesetzten inneren Streitigkeiten im Herrscherhaus der Nasriden waren mit ein Grund für die Schwächung und den Niedergang der maurischen Herrschaft in Spanien, die 1492 in der Übergabe der Alhambra durch Muhammad XII. an die Katholischen Könige ihren Schlusspunkt fand.

## Im Fernsehen
- - Requiem por Granada